# Dominik Keim
Dominik Keim (* 9. März 2001) ist ein deutscher Handballspieler.

## Karriere
Keim begann seine Karriere bei der JSG Deizisau/Denkendorf. Danach wechselte er zur Jugend des deutschen Erstligisten TVB 1898 Stuttgart. Dort spielte Keim mit der A-Jugend in der Jugend-Bundesliga. Für die erste Mannschaft des Vereins bestritt er sein Bundesligadebüt am 29. Mai 2019 im Auswärtsspiel bei der HSG Wetzlar. Zur Saison 2020/21 wechselte er zum TSV Zizishausen.